# Oscarsgalan 2006

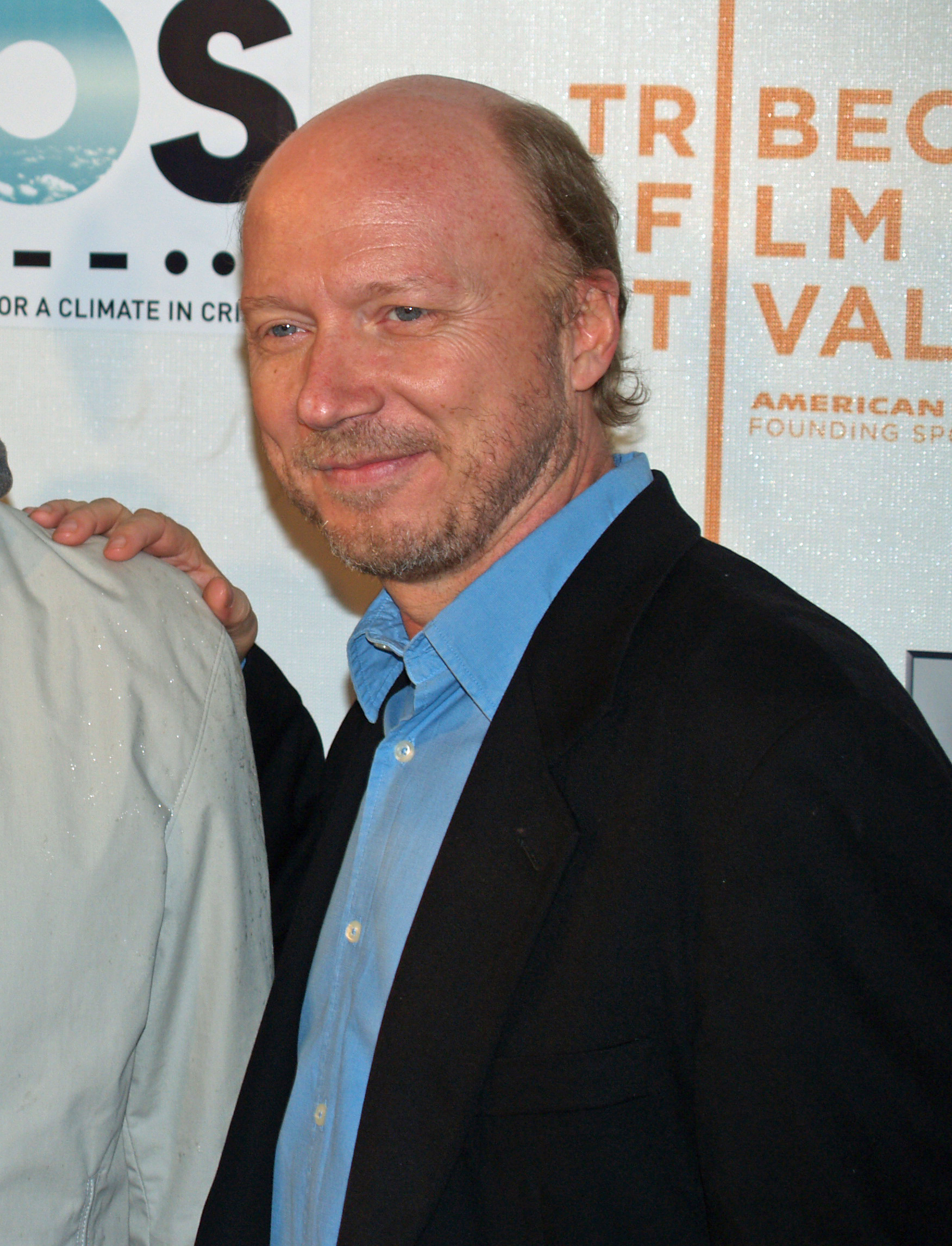
Paul Haggis, bästa film och bästa originalmanus

Oscarsgalan 2006 var den 78:e upplagan av Academy Awards. Den hölls den 5 mars på Kodak Theatre i Los Angeles och belönade en mängd kategorier inom film från 2005. Årets värd var Jon Stewart. Galan sändes på Kanal 5 och svensk kommentator var Hans Wiklund.

## Vinnare och nominerade
Vinnarna listas i fetstil.
| Bästa film | Bästa regi |
| --- | --- |

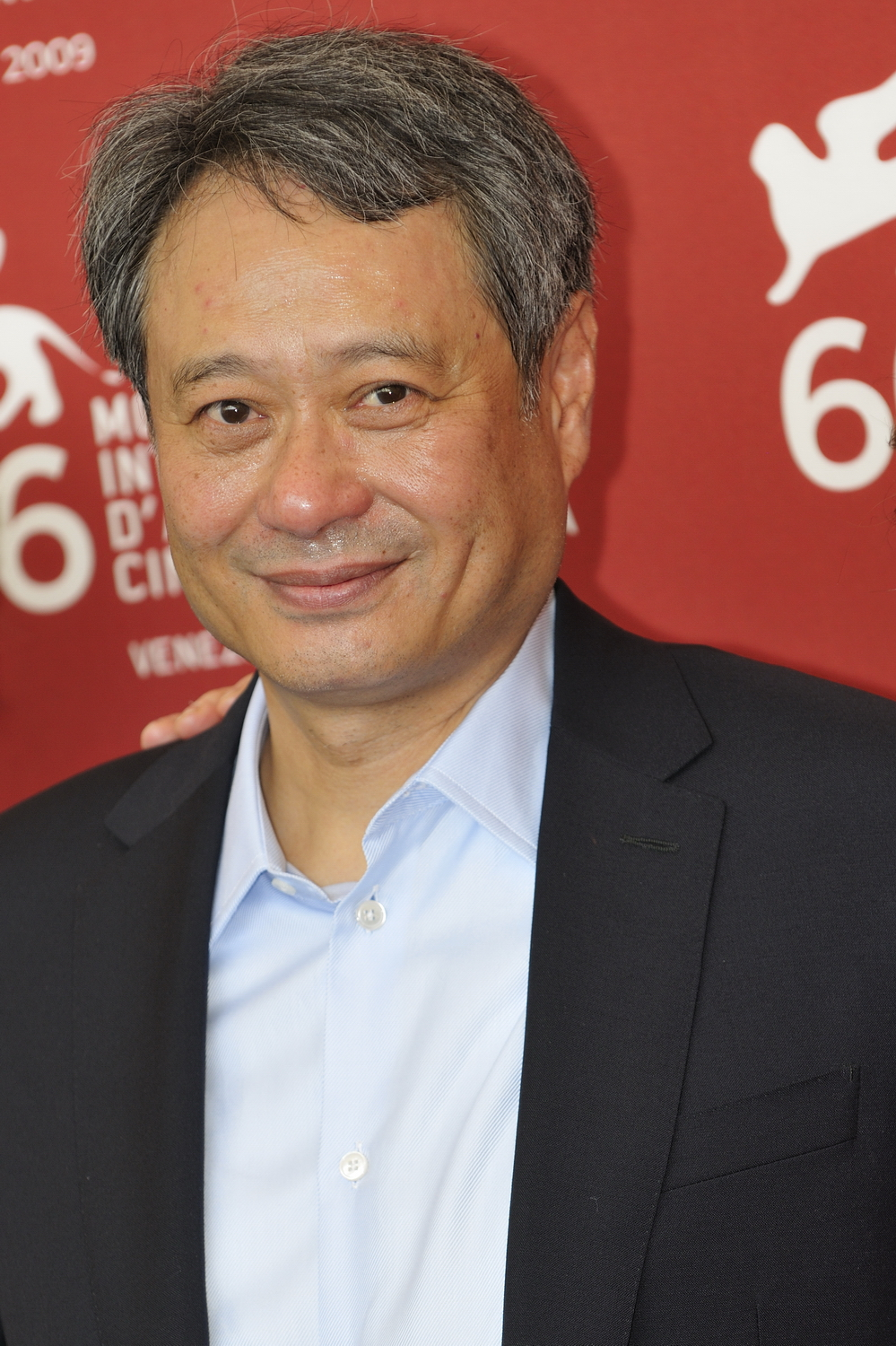
Ang Lee, bästa regissör

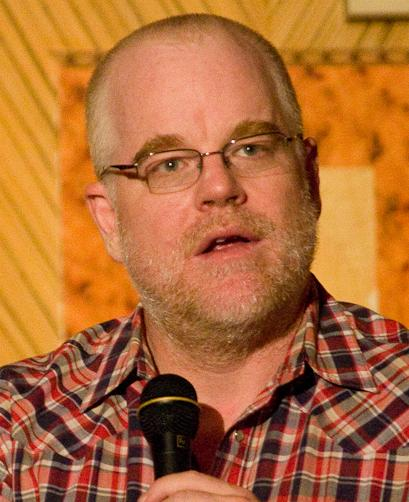
Philip Seymour Hoffman, bästa manliga huvudroll

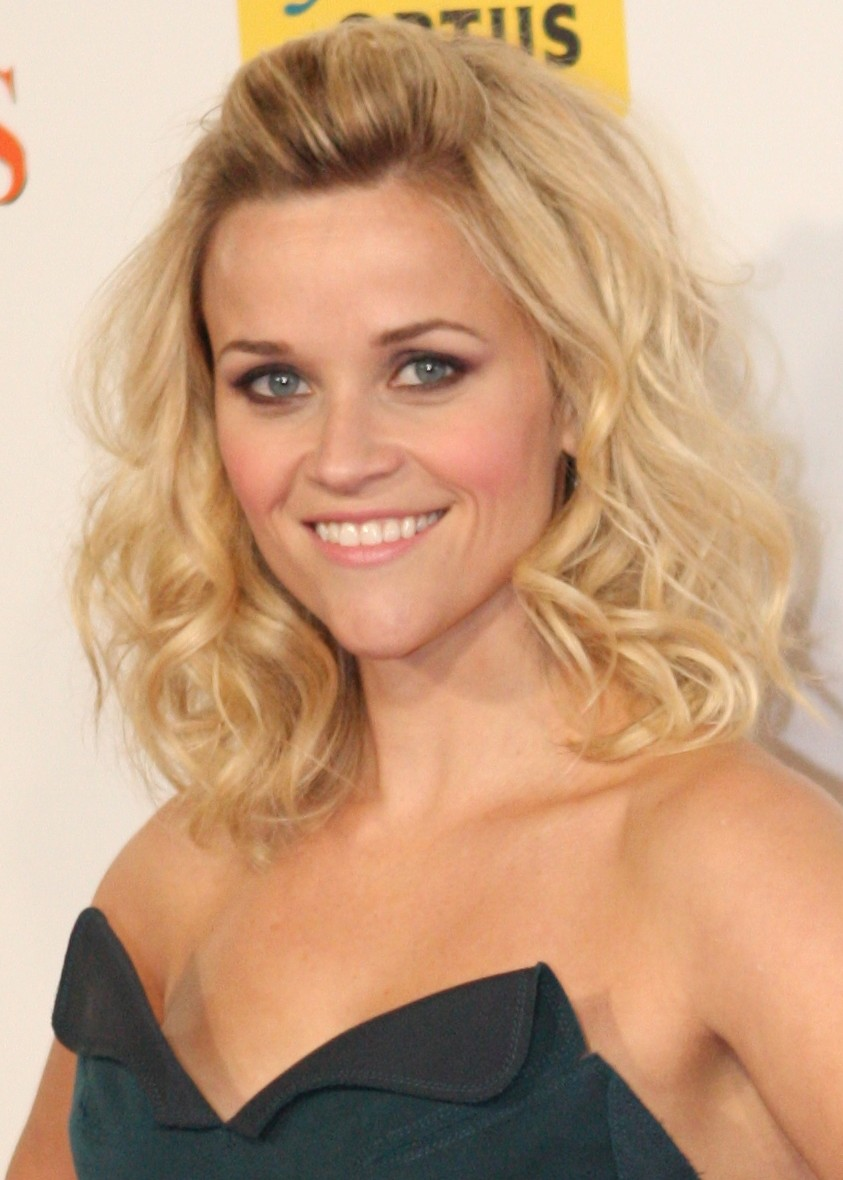
Reese Witherspoon, bästa kvinnliga huvudroll

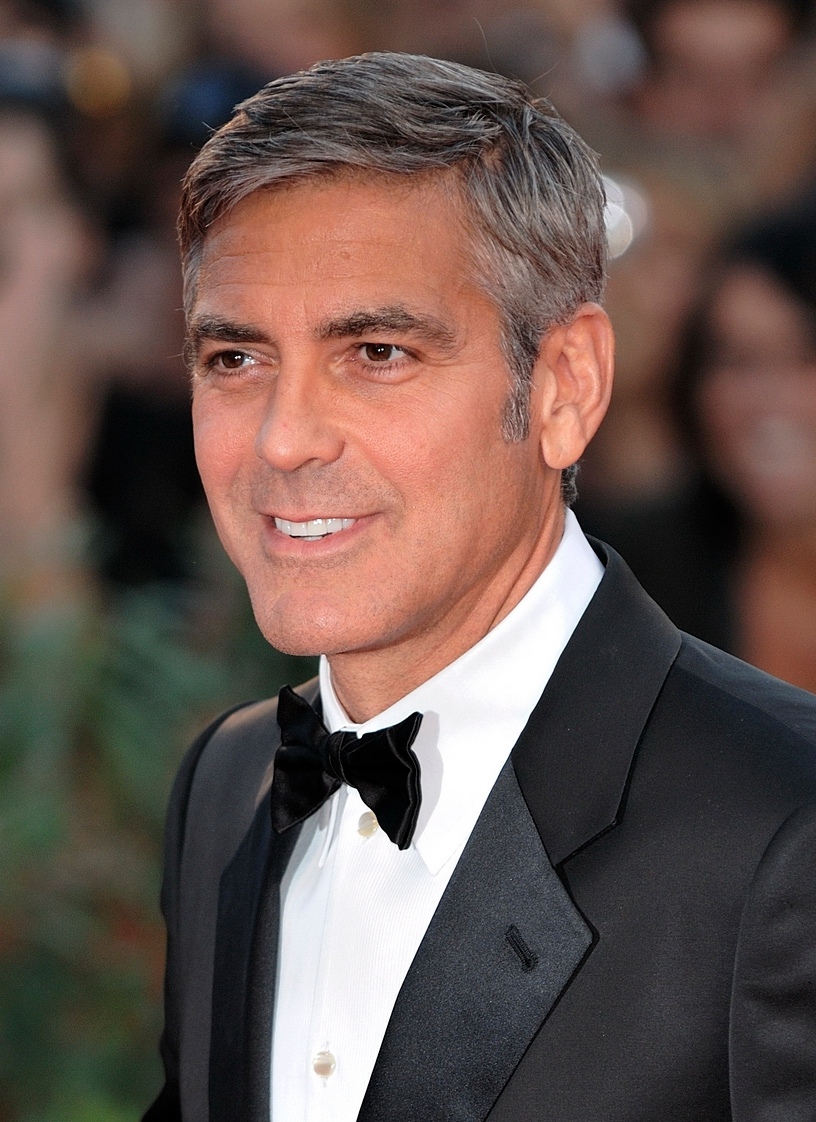
George Clooney, bästa manliga biroll

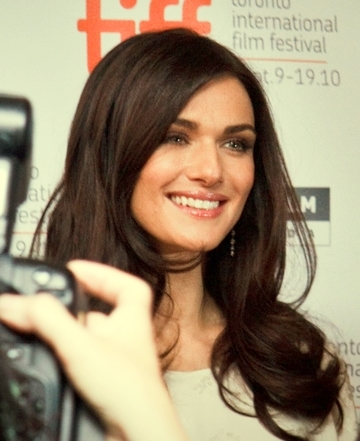
Rachel Weisz, bästa kvinnliga biroll

| - Crash – Paul Haggis och Cathy Schulman - Brokeback Mountain – James Schamus och Diana Ossana - Capote – William Vince och Michael Ohoven - Good Night, and Good Luck. – Grant Heslov - München – Steven Spielberg, Kathleen Kennedy och Barry Mendel                                                       | - Ang Lee – Brokeback Mountain - George Clooney – Good Night, and Good Luck. - Paul Haggis – Crash - Bennett Miller – Capote - Steven Spielberg – München |
| Bästa manliga huvudroll | Bästa kvinnliga huvudroll |
| - Philip Seymour Hoffman – Capote - Terrence Howard – Hustle & Flow - Heath Ledger – Brokeback Mountain - Joaquin Phoenix – Walk the Line - David Strathairn – Good Night, and Good Luck. | - Reese Witherspoon – Walk the Line - Judi Dench – Mrs. Henderson presenterar - Felicity Huffman – Transamerica - Keira Knightley – Stolthet & fördom - Charlize Theron – North Country |
| Bästa manliga biroll | Bästa kvinnliga biroll |
| - George Clooney – Syriana - Matt Dillon – Crash - Paul Giamatti – Cinderella Man - Jake Gyllenhaal – Brokeback Mountain - William Hurt – A History of Violence | - Rachel Weisz – The Constant Gardener - Amy Adams – Junebug - Catherine Keener – Capote - Frances McDormand – North Country - Michelle Williams – Brokeback Mountain |
| Bästa originalmanus | Bästa manus efter förlaga |
| - Crash – Paul Haggis och Robert Moresco - Good Night, and Good Luck. – George Clooney och Grant Heslov - Match Point – Woody Allen - The Squid and the Whale – Noah Baumbach - Syriana – Stephen Gaghan | - Brokeback Mountain – Larry McMurtry och Diana Ossana - Capote – Dan Futterman - The Constant Gardener – Jeffrey Caine - A History of Violence – Josh Olson - München – Tony Kushner och Eric Roth |
| Bästa animerade film | Bästa utländska film |
| - Wallace & Gromit: Varulvskaninens förbannelse - Nick Park och Steve Box - Det levande slottet - Hayao Miyazaki - Corpse Bride - Mike Johnson och Tim Burton | - Tsotsi (Sydafrika) - La bestia nel cuore (Italien) - Fiendeland: En dag utan krig (Frankrike) - Paradise Now (Palestina) - Sophie Scholl – De sista dagarna (Tyskland) |
| Bästa dokumentär | Bästa kortfilmsdokumentär |
| - Pingvinresan – Luc Jacquet och Yves Darondeau - Darwins mardröm – Hubert Sauper - Enron: The Smartest Guys in the Room – Alex Gibney och Jason Kliot - Murderball – Henry-Alex Rubin och Dana Adam Shapiro - Street Fight – Marshall Curry                                                                 | - A Note of Triumph: The Golden Age of Norman Corwin – Corinne Marrinan och Eric Simonson - The Life of Kevin Carter – Dan Krauss - God Sleeps in Rwanda – Kimberlee Acquaro och Stacy Sherman - The Mushroom Club – Steven Okazaki |
| Bästa kortfilm | Bästa animerade kortfilm |
| - Six Shooter – Martin McDonagh - Ausreisser – Ulrike Grote - Cashback – Sean Ellis och Lene Bausager - Síðasti bærinn – Rúnar Rúnarsson och Thor S. Sigurjónsson - Our Time Is Up - Rob Pearlstein och Pia Clemente                                                                                         | - The Moon and the Son – John Canemaker och Peggy Stern - Badgered – Sharon Colman - The Mysterious Geographic Explorations of Jasper Morello – Anthony Lucas - 9 – Shane Acker - Enmansorkester – Andrew Jimenez och Mark Andrews |
| Bästa filmmusik | Bästa sång |
| - Brokeback Mountain – Gustavo Santaolalla - The Constant Gardener – Alberto Iglesias - En geishas memoarer – John Williams - München – John Williams - Stolthet & fördom – Dario Marianelli | - "It's Hard Out Here for a Pimp" från Hustle & Flow – Musik och Text av Jordan Houston, Cedric Coleman och Paul Beauregard - "In the Deep" från Crash – Musik av Kathleen York och Michael Becker; Text av Kathleen York - "Travelin' Thru" från Transamerica – Musik och Text av Dolly Parton |
| Bästa ljudredigering | Bästa ljud |
| - King Kong – Mike Hopkins och Ethan Van der Ryn - En geishas memoarer – Wylie Stateman - Världarnas krig – Richard King | - King Kong – Christopher Boyes, Michael Semanick, Michael Hedges och Hammond Peek - Berättelsen om Narnia: Häxan och lejonet – Terry Porter, Dean A. Zupancic och Tony Johnson - En geishas memoarer – Kevin O'Connell, Greg P. Russell, Rick Kline och John Pritchett - Walk the Line – Paul Massey, Doug Hemphill och Peter Kurland - Världarnas krig – Andy Nelson, Anna Behlmer och Ron Judkins |
| Bästa scenografi | Bästa foto |
| - En geishas memoarer – John Myhre och Gretchen Rau - Good Night, and Good Luck. – Jim Bissell och Jan Pascale - Harry Potter och den flammande bägaren – Stuart Craig och Stephenie McMillan - King Kong – Grant Major, Dan Hennah och Simon Bright - Stolthet & fördom – Sarah Greenwood och Katie Spencer | - En geishas memoarer – Dion Beebe - Batman Begins – Wally Pfister - Brokeback Mountain – Rodrigo Prieto - Good Night, and Good Luck. – Robert Elswit - Den nya världen – Emmanuel Lubezki |
| Bästa smink | Bästa kostym |
| - Berättelsen om Narnia: Häxan och lejonet – Howard Berger och Tami Lane - Cinderella Man – David Leroy Anderson och Lance Anderson - Star Wars: Episod III – Mörkrets hämnd – Dave Elsey och Nikki Gooley                                                                                                   | - En geishas memoarer – Colleen Atwood - Kalle och chokladfabriken – Gabriella Pescucci - Mrs. Henderson presenterar – Sandy Powell - Stolthet & fördom – Jacqueline Durran - Walk the Line – Arianne Phillips |
| Bästa klippning | Bästa specialeffekter |
| - Crash – Hughes Winborne - Cinderella Man – Mike Hill och Daniel P. Hanley - The Constant Gardener – Claire Simpson - München – Michael Kahn - Walk the Line – Michael McCusker | - King Kong – Joe Letteri, Brian Van’t Hul, Christian Rivers och Richard Taylor - Berättelsen om Narnia: Häxan och lejonet – Dean Wright, Bill Westenhofer, Jim Berney och Scott Farrar - Världarnas krig – Dennis Muren, Pablo Helman, Randal M. Dutra och Daniel Sudick |

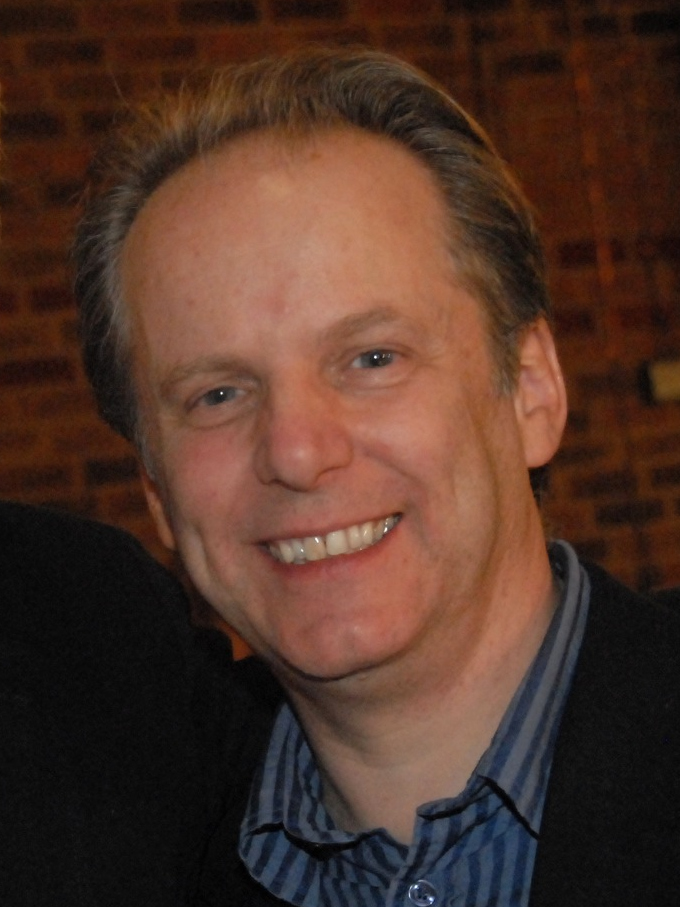
Nick Park, bästa animerade film

### Hederspris
- Robert Altman

### Filmer med fler än en nominering
- 8 nomineringar: Brokeback Mountain
- 6 nomineringar: Crash, Good Night, and Good Luck., En geishas memoarer
- 5 nomineringar: Capote, München, Walk the Line
- 4 nomineringar: King Kong, Stolthet & fördom, The Constant Gardener
- 3 nomineringar: Cinderella Man, Berättelsen om Narnia: Häxan och lejonet, Världarnas krig
- 2 nomineringar: A History of Violence, Hustle & Flow, Mrs. Henderson presenterar, North Country, Syriana, Transamerica

### Filmer med fler än en vinst
- 3 vinster: Brokeback Mountain, Crash, King Kong, En geishas memoarer

## Externa länkar

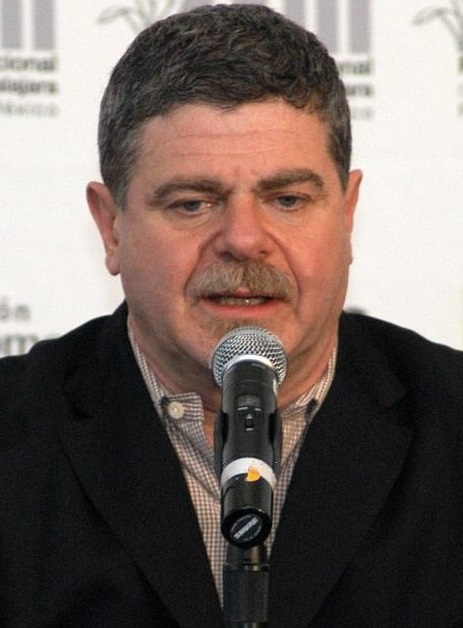
Gustavo Santaolalla, bästa filmmusik